# Roger S. Bagnall
Roger Shaler Bagnall (Seattle, 19 de agosto de 1947) é um erudito e historiador da antiguidade norte-americano. Ele foi professor de clássicos e história na Universidade de Colúmbia de 1974 a 2007, quando assumiu o cargo de primeiro diretor do Instituto de Estudos do Mundo Antigo (ISAW) na Universidade de Nova Iorque.
Nascido em Seattle, Washington, Bagnall estudou na Universidade de Yale e na Universidade de Toronto. Ele publicou vários trabalhos sobre a história da Grécia Antiga e do Antigo Egito, além de papirologia. Ele foi eleito membro da Academia de Artes e Ciências dos Estados Unidos em 2000.
Em 2003, ele ganhou o Mellon Distinguished Achievement Award.